# Boku wa tomodachi ga sukunai
Boku wa tomodachi ga sukunai (僕は友達が少ない, litt. « Je n'ai pas beaucoup d'amis »)

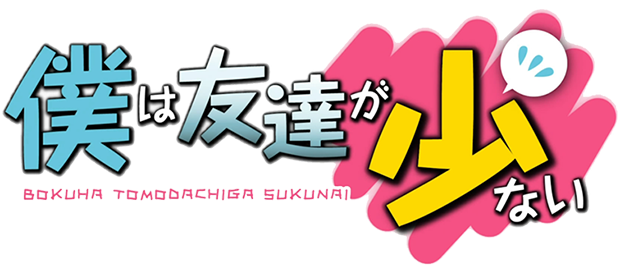

est une série de light novels écrite par Yomi Hirasaka et illustrée par Buruki. Elle est publiée entre août 2009 et août 2015 par Media Factory et comporte un total de onze tomes.
La série a été adaptée en de nombreux autres médias. Un premier manga dessiné par Itachi est publié depuis mars 2010 dans le magazine Monthly Comic Alive, et un deuxième, écrit par Misaki Harukawa, dessiné par Shouichi Taguchi et intitulé Boku wa Tomodachi ga Sukunai+, a été publié entre novembre 2010 et juin 2012 dans le magazine Jump SQ.19. Deux épisodes OAVs sont également commercialisés au Japon, suivi chacun par une série télévisée d'animation de douze épisodes chacune. Un jeu vidéo et un film live sont également parus.

## Synopsis
Kodaka Hasegawa, élève fraichement transféré dans un nouvel établissement, rencontre des difficultés à se faire de nouveaux amis en raison notamment de la mauvaise impression qu'il a donnée lors de son premier jour, qui lui a valu la réputation de délinquant.
Cependant il finit par faire la rencontre inopinée de Mikazuki Yozora, une autre élève de sa classe, alors qu'elle parlait avec un ami imaginaire. Prise sur le fait, elle décide de créer un club avec Kodaka dans le but de se faire des amis.

## Personnages
Kodaka Hasegawa (羽瀬川 小鷹, Hasegawa Kodaka)
Sa mère est d'origine anglaise et décédée. Il tient d'elle sa couleur blonde qui lui a valu sa réputation de délinquant. Il a du mal à montrer son attachement aux gens qui lui sont proches, et rêve de se faire des amis.
Yozora Mikazuki (三日月 夜空, Mikazuki Yozora)
Jeune fille sombre, ayant toujours un air triste, son agoraphobie l'empêche de se faire réellement des amis. Elle s'est d'ailleurs inventée une amie imaginaire « Tomo-chan ». Lorsqu'elle crée le club des voisins, elle ne le fait que dans le but de passer du temps seule avec Kodaka.
Sena Kashiwazaki (柏崎 星奈, Kashiwazaki Sena)
Fille du directeur de St. Chronica, elle a tout pour elle. Douée en sport, dans les études, une poitrine imposante, et une famille riche. Cependant, elle ne peut se faire d'amis à cause de son attitude égocentrique et de l'attirance que les garçons ont à l’égard de son physique. Elle passe son temps à jouer à des galges. Dans la seconde saison (« NEXT »), on apprend que son père et celui de Kodaka leur ont arrangé un mariage.
Rika Shiguma (志熊 理科, Shiguma Rika)
Inventrice de génie, ayant participé à la création de jeux vidéo divers, Rika est, tout comme Yozora, agoraphobe. Du fait de son QI élevé, elle est dispensée de cours, et passe son temps dans son laboratoire. Elle est absolument fan de tous les mangas, jeux, et animés dits « ecchi »ou « yaoi ».
Yukimura Kusunoki (楠 幸村, Kusunoki Yukimura)
Yukimura est un jeune garçon très féminin qui rêve de devenir un homme viril tout comme Kodaka. Il se met donc à son service et passera toute la première saison habillé en maid car, d'après Yozora, la virilité d'un homme ne doit pas s'arrêter à sa façon de s'habiller. Cependant, on apprend par la suite qu'il est en réalité une fille bien qu'il/elle n'en avait pas réellement conscience...
Maria Takayama (高山 マリア, Takayama Maria)
Âgée de 10 ans, Maria est une des sœurs de l'école, et la responsable du club des voisins. Avant de s'impliquer dans le club des voisins, elle ne faisait rien d'autre que dormir et manger des chips. Yukimura lui préparera pas la suite ses repas à la demande de Kodaka. Elle considère d'ailleurs Kodaka comme son grand frère.
Kobato Hasegawa (羽瀬川 小鳩, Hasegawa Kobato)
Petite sœur de Kodaka, elle est très fan d'une série appelée « Kuro no Necromancer ». Tellement, qu'elle passe son temps en cosplay de l'un des personnages et parle de la même façon que celui-ci. Elle se bat souvent avec Maria qui la surnomme Caca Vampire. Kobato est jalouse de toutes celles qui osent appeler son grand frère « Onii-chan ». Elle déteste aussi Sena qui devient folle lorsqu'elle la voit. Elle a rejoint le club des voisins elle aussi.
Kate Takayama (高山 ケイト, Takayama Keito)
Elle apparait dans la saison 2. Grande sœur de Maria, elle s'inquiète toujours énormément pour elle. C'est une fille qui ne sait pas se tenir, laissant souvent échapper rots et pets.
Pegasus Kashiwazaki (柏崎 天馬, Kashiwazaki Pegasasu)
Père de Sena et principal de l'école St. Chronica, il est aussi le meilleur ami du père de Kodaka et Kobato. C'est grâce à lui qu'ils ont pu entrer dans cette école. Il transmet toute l'affection qu'il a pour leur père sur Kodaka. Il déteste son prénom. On ne le voit que très rarement à St. Chronica, et ses apparitions se font souvent dans sa propre maison où il invite régulièrement Kodaka et Kobato.

## Light novel
La série originale de light novel, écrite par Yomi Hirasaka et illustrée par Buriki, est publiée à partir du 25 août 2009 sous le label MF Bunko J de l'éditeur Media Factory. Le onzième et dernier volume est publié le 25 août 2015,.
Une seconde série, Boku wa Tomodachi ga Sukunai Connect (僕は友達が少ない ゆにばーす), est publiée depuis le 25 novembre 2011 et est une anthologie d'histoires écrites par différents auteurs. Deux volumes sont sortis au 25 février 2013.

## Manga
La première série de manga dessinée par Itachi est publiée depuis le 27 mars 2010 dans le magazine Monthly Comic Alive. Le premier volume relié est sorti le 23 juillet 2010 et douze tomes sont sortis au 23 mars 2015.
Une deuxième série, Boku wa Tomodachi ga Sukunai+ (僕は友達が少ない+), est écrite par Misaki Harukawa et illustrée par Shouichi Taguchi. Elle a été publiée dans le magazine Jump SQ.19 entre les numéros de décembre 2010 et de juillet 2012. Le premier volume relié est sorti le 4 octobre 2011 et le second et dernier le 3 août 2012.
Plusieurs mangas one shot ont également vu le jour.

## Anime
L'adaptation en série télévisée d'animation a été annoncée lors de la sortie du sixième volume du light novel en mai 2011. Un OAV est sorti le 22 septembre 2011, juste avant la diffusion de la série télévisée,. Cette dernière, produite par AIC avec une réalisation de Hisashi Saitō, a été diffusée du 7 octobre au 23 décembre 2011, puis compilé en six coffrets DVD ou Blu-ray entre janvier et août 2012,.
Un second OAV est sorti le 26 septembre 2012. Une seconde saison télévisée Boku wa Tomodachi ga Sukunai NEXT a été annoncée en juillet 2012. Contrairement à la première saison, elle est réalisée par Toru Kitahata et l'auteur original Yomi Hirasaka supervise le script. Elle a été diffusée du 11 janvier au 29 mars 2013, puis compilée en six coffrets DVD ou Blu-ray entre mars et décembre 2013,.

### Boku wa tomodachi ga sukunai
| No | Titre français                                                  | Titre japonais               | Titre japonais                           | Date de 1re diffusion |
| No | Titre français                                                  | Kanji                        | Rōmaji                                   | Date de 1re diffusion |
| --- | --------------------------------------------------------------- | ---------------------------- | ---------------------------------------- | --------------------- |
| 1 | On n'arrive pas à se faire des amis                             | 僕達は友達が出来ない         | Boku-tachi wa Tomodachi ga Dekinai       | 7 octobre 2011        |
| Kodaka Hasegawa n'arrive pas à se faire d'amis. Et pour cause, cet élève transféré arrive en retard le premier jour. Dès lors, des rumeurs circulent dans l'école. Par la suite, il rencontre Yozora Mikazuki, elle aussi sans amis, avec qui il décide de fonder un club pour sortir de la solitude. |                                                                 |                              |                                          |                       |
| 2 | Il n'y a pas de dieu dans un monde électronique                 | 電脳世界は神様が居ない       | Dennō Sekai wa Kamisama ga Inai          | 14 octobre 2011       |
| Après l'arrivée de Sena Kashiwazaki, ils décident de jouer à divers jeux vidéo de simulation de drague. |                                                                 |                              |                                          |                       |
| 3 | Il n'y a pas de Flags à la piscine                              | 市民プールはフラグがない     | Shimin Pūru wa Furagu ga Nai             | 21 octobre 2011       |
| Sena demande de l'aide en natation à Kodaka. Ils décident d'aller s'entraîner à la piscine municipale. |                                                                 |                              |                                          |                       |
| 4 | Une première année qui ne sait pas comment se retenir           | 後輩達は遠慮がない           | Kōhai-tachi wa Enryo ga Nai              | 28 octobre 2011       |
| Le club part à la recherche d'un « stalker » qui traque Kodaka. C'est alors qu'une explosion retentit dans le labo de sciences… |                                                                 |                              |                                          |                       |
| 5 | Désormais la saga est bloquée en plein sur la bataille          | 今度はSAGAがガチな戦い       | Kondo wa SAGA ga Gachi na Tatakai        | 4 novembre 2011       |
| Rika décide de remercier Kodaka en apportant un jeu vidéo révolutionnaire dont le club pourra profiter en avant-première. |                                                                 |                              |                                          |                       |
| 6 | Le karaoké a peu de clients                                     | カラオケボックスは客が少ない | Karaoke Bokkusu wa Kyaku ga Sukunai      | 11 novembre 2011      |
| Le club, qui s'est agrandi, décide de faire une excursion dans un karaoké, mais la compétition va vite prendre le dessus. |                                                                 |                              |                                          |                       |
| 7 | Mon téléphone a peu d'appels                                    | 携帯電話は着信が少ない       | Keitai Denwa wa Chakushin ga Sukunai     | 18 novembre 2011      |
| Tandis que nos amis cherchent le moyen de communiquer entre eux, ils décident de s'échanger leurs numéros et de s'adonner à cette nouvelle activité. |                                                                 |                              |                                          |                       |
| 8 | Pas de maillots de bains scolaire cette fois-ci                 | スクール水着は出番がない     | Sukūru Mizugi wa Deban ga Nai            | 25 novembre 2011      |
| À cause de l'étouffante chaleur de l'été, le groupe décide d'aller se rafraîchir à la piscine, mais tout ne se passera pas comme prévu. |                                                                 |                              |                                          |                       |
| 9 | Les souvenir du directeur sont douloureux                       | 理事長は追想が切ない         | Rijichō wa Tsuisō ga Setsunai            | 2 décembre 2011       |
| Le père de Sena, qui est le directeur de l'école, désire voir les enfants de son ami. Kodaka, en compagnie de Kobato, passe donc une nuit assez mouvementée chez Sena. |                                                                 |                              |                                          |                       |
| 10 | Personne ne dort au camp d'entrainement                         | 合宿は皆が寝ない             | Gasshuku wa Minna ga Nenai               | 9 décembre 2011       |
| Le club utilise une des résidences secondaires de Sena pour profiter de la plage en journée et se raconter des histoires le soir. |                                                                 |                              |                                          |                       |
| 11 | Tu vois les filles portant un yukata sont extrêmement mignonnes | 女子は浴衣姿がな、超可愛い   | Joshi wa Yukata Sugata ga na, Chō Kawaii | 16 décembre 2011      |
| Lors d’un festival, le club allume des feux d’artifice. Mais il se produira un incident qui aura des répercussions visibles lors de la reprise des cours… |                                                                 |                              |                                          |                       |
| 12 | On a peu d'amis                                                 | 僕達は友達が少ない           | Boku-tachi wa Tomodachi ga Sukunai       | 23 décembre 2011      |
| Yozora revient en cours après s’être coupé les cheveux. Kodaka reconnaît son ancien ami d’enfance, Sora, qu’il croyait être un garçon. Cette surprise le plonge dans la confusion… |                                                                 |                              |                                          |                       |

### OAV
| No    | Titre français | Titre japonais             | Titre japonais                          | Date de 1re diffusion |
| No    | Titre français | Kanji                      | Rōmaji                                  | Date de 1re diffusion |
| ----- | -------------- | -------------------------- | --------------------------------------- | --------------------- |
| Oav 1 |                | 闇鍋は美少女が残念な臭い   | Yaminabe wa Bishōjo ga Zannen na Nioi   | 22 septembre 2011     |
| Oav 2 |                | リレー小説は結末が半端ない | Rirē Shōsetsu wa Ketsumatsu ga Hanpanai | 26 septembre 2012     |

### Boku wa Tomodachi ga Sukunai NEXT
| No | Titre français                                                                                              | Titre japonais                                         | Titre japonais                                                 | Date de 1re diffusion |
| No | Titre français                                                                                              | Kanji                                                  | Rōmaji                                                         | Date de 1re diffusion |
| -- | --- | ------------------------------------------------------ | -------------------------------------------------------------- | --------------------- |
| 1  | Je crois que quelque chose ne va pas avec ma jeunesse                                                       | やはり俺の青春はまちがっている                         | Yahari Ore no Seishun wa Machigatteiru                         | 11 janvier 2013       |
| 2  | Homo game club                                                                                              | ホモゲ部                                               | Homoge Bu                                                      | 18 janvier 2013       |
| 3  | Mes petites sœurs sont si mignonnes                                                                         | 俺の妹達がこんなに可愛い                               | Ore no Imōto-tachi ga Konna ni Kawaii                          | 25 janvier 2013       |
| 4  | Un homme parmi les hommes                                                                                   | この中に１人、男がいる！                               | Kono Naka ni Hitori, Otoko ga Iru!                             | 1er février 2013      |
| 5  | Tu ne peux pas jouer à quelque chose comme ça! ~Mon idée de la réalité est déformée quand je suis avec toi~ | そんな遊びはいけません！～君がいると世界観が乱れる～   | Sonna Asobi wa Ikemasen! ~Kimi ga Iru to Sekaikan ga Midareru~ | 8 février 2013        |
| 6  | L'incassable fille étrange                                                                                  | 奇行少女は傷つかない                                   | Kikō Shōjo wa Kizutsukanai                                     | 15 février 2013       |
| 7  | Tant qu'il y a de l'amour, ça n'a pas d'importance si j'ai plus de sœurs, non                               | お兄ちゃんだけど愛さえあれば妹が増えても関係ないよねっ | Onii-chan dakedo Ai sae Areba Imōto ga Fuetemo Kankeinai yo ne | 22 février 2013       |
| 8  | Mon amie d'enfance se bat trop                                                                              | 俺の幼なじみが修羅場すぎる                             | Ore no Osananajimi ga Shuraba Sugiru                           | 1er mars 2013         |
| 9  | Mayoi neko overheat                                                                                         | 迷い猫オーバーヒート                                   | Mayoi Neko Ōbāhīto                                             | 8 mars 2013           |
| 10 | Le roi ZAN'NEN et l'histoire sérieuse                                                                       | 残念王と笑えない話                                     | Zannen Ō to Waraenai Hanashi                                   | 15 mars 2013          |
| 11 | Je suis un poulet confus                                                                                    | 迷えるチキンな俺                                       | Mayoeru Chikin na Ore                                          | 22 mars 2013          |
| 12 | J'ai des... amis                                                                                            | 僕は友達が...                                          | Boku wa Tomodachi ga...                                        | 29 mars 2013          |

## Film en prise de vues réelles
Le 24 avril 2013, l'Université de Ryūkoku annonce la production d'un film en prise de vues réelles distribué par Toei et produit par Times-In. Cette annonce est confirmée par l'auteur du light novel en mai 2013. Réalisé par Takurō Oikawa, il est sorti au Japon le 1er février 2014.